# Tours côtières de Malte

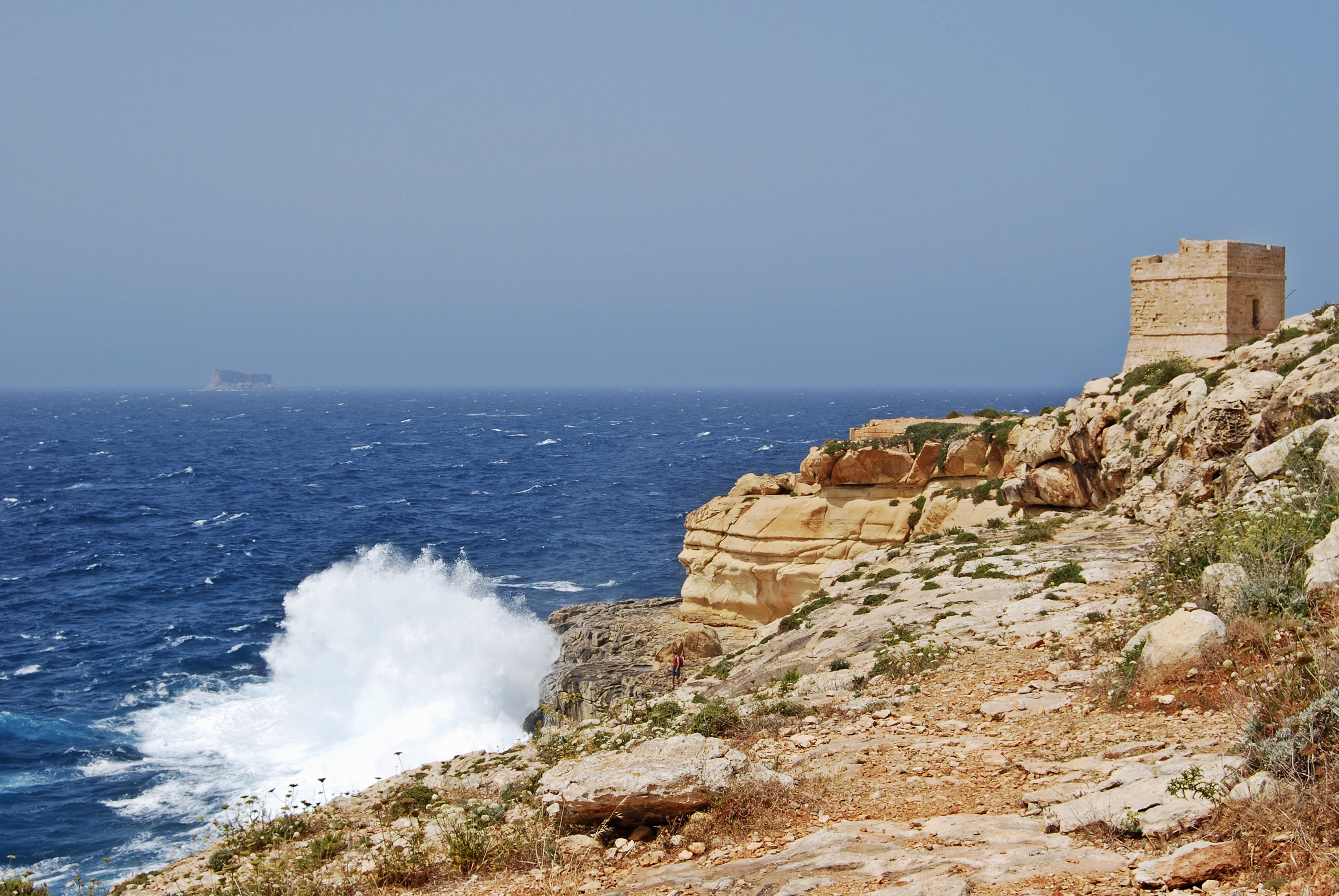
Une des tours Lascaris sur la côte de Malte

Les Tours côtières de Malte constituent des fortifications de l'île de Malte, construites entre 1605 et 1720.

## Historique
Face aux raids des corsaires musulmans, au XVe siècle, les gozitains (en maltais Għawdxin et Gozitans en anglais) adressent une pétition à leur roi Alphonse V d'Aragon pour solliciter la construction d'un fort sur l'île de Gozo ou celle de Comino pour servir de système de veille, d'alerte et de défense, espérant ainsi dissuader d'éventuels envahisseurs. L'Università concède la levée de taxes sur l'importation du vin. Mais ni Gozo, ni Comino, ne verront la construction du moindre édifice.
Quand les Hospitaliers de l'ordre de Saint-Jean de Jérusalem prennent possession de l'archipel maltais la priorité réside dans la fortification et la défense du borgo. Même s'ils connaissent l'utilité des tours de guet et des fortins de défense de première ligne qu'ils avaient déjà expérimentée à Rhodes, il n'était pas dans leurs objectifs immédiats de reproduire ce système de défense dans l'archipel maltais.
Les tours construites sur les trois plus importantes îles de l'archipel, Malte, Gozo et Comino, étaient au nombre de 32, il en reste 23 au XXIe siècle, la première tour a été construite à Gozo en 1605 et la dernière une reconstruction de 1720 à Marsalform.
L'emblème des Forces armées de Malte est une tour de Redin or sur fond de gueules. Le drapeau national des forces armées est le drapeau national de Malte surchargé d'une tour de Redin or, le fanion du commandant en chef des forces armées représente une tour de Redin or sur fond de gueules.

## Tour de Garzez
La première tour côtière maltaise date de 1605, elle est financée par le grand maître Martin Garzez (1595-1601).
- Tour Saint-Martin (disparue)
C'est en 1599 qu'un rapport de l'ingénieur militaire italien Giovanni Rinaldini d'Ancône conseille la construction d'un fortin sur les hauteurs du port de Mġarr pour protéger celui-ci de toutes incursions barbaresques ou musulmanes. Le grand maître de l'Ordre Martin Garzez décide alors de financer sur ses propres revenus la construction d'une tour mais il décède en 1601 avant le début de la construction.

En 1605, commence la construction de la tour Saint-Martin sur les fonds laissés par Garzez. La tour est construite sur un promontoire surplombant le port, entre le wied Il-Kbir et le wied Biljun. Nous ne connaissons cette tour que par deux documents, une gravure et un plan, car elle a été démolie en 1848 par les Britanniques qui la considèrent comme inutile face au fort Chambray. Sa maçonnerie servira à la construction du pont sur la route entre Mġarr et In-Nadur.

De forme pyramidale tronquée, elle comprenait une chapelle dédiée à sainte Catherine de Sienne avant de l'être à saint Martin. Cette chapelle normalement réservée aux gardes côtiers était de fait ouverte à l'ensemble de la population environnante. La tour était servie par quatre gardes côtiers financés par l'Università et armée de canons par l'ordre de Saint-Jean de Jérusalem disposés sur la terrasse supérieure. Les gardes accédaient à la terrasse par une échelle permettant à ceux-ci de s'y retrancher. Les créneaux permettaient de disposer les canons sur les quatre côtés de la tour couvrant ainsi le port comme l'intérieur des terres.

## Tours de Wignacourt

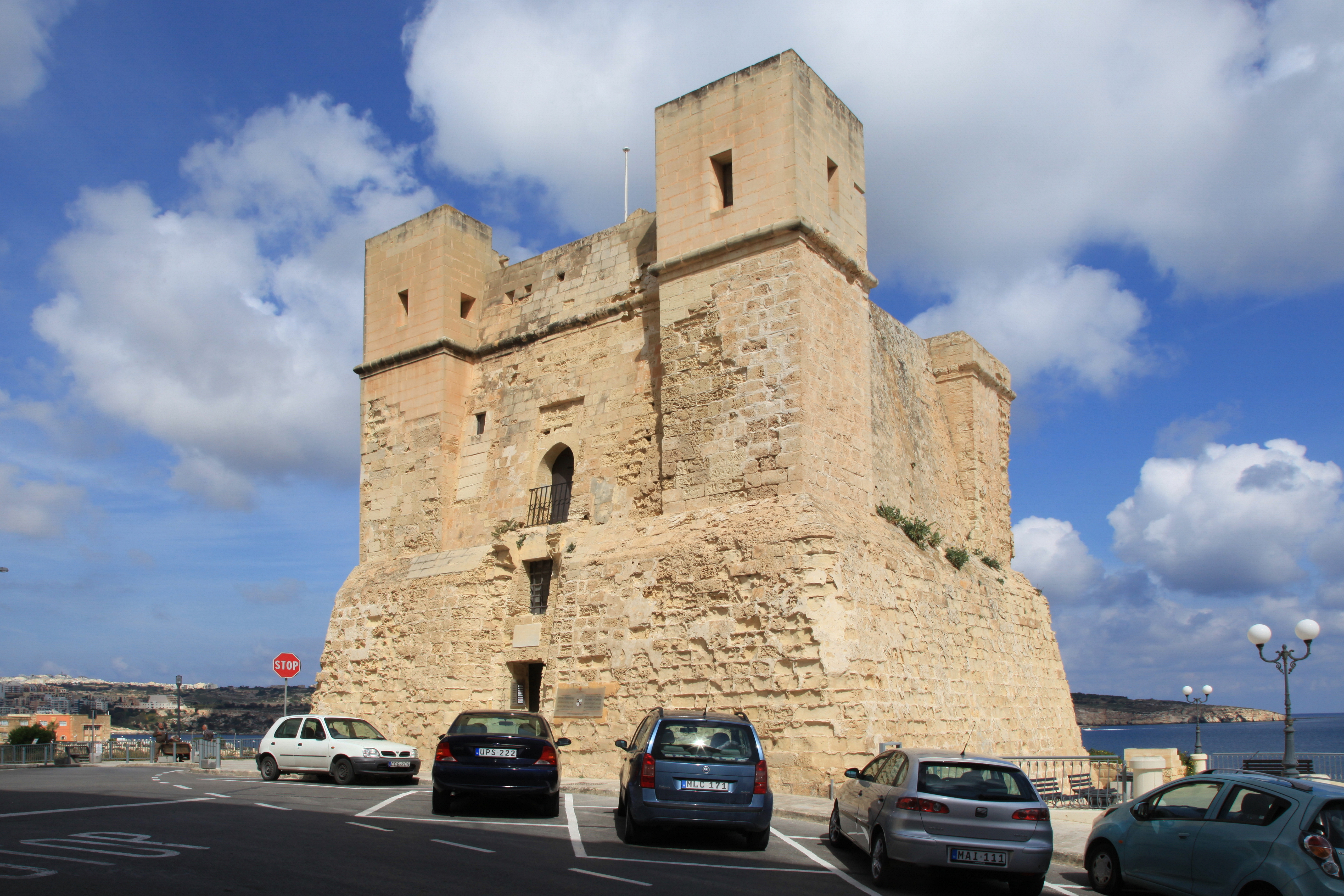
Tour Wignancourt

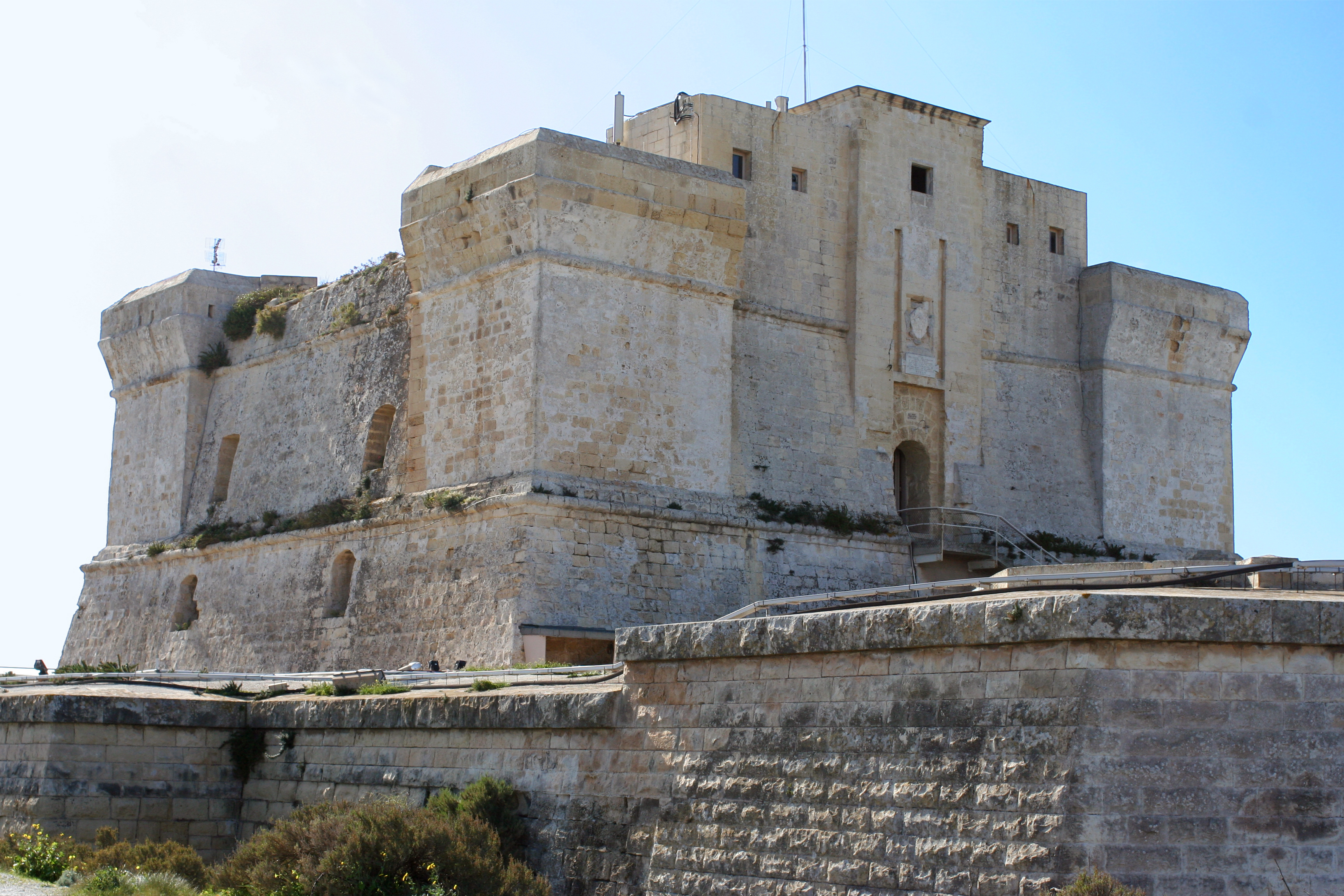
Tour Saint-Lucien

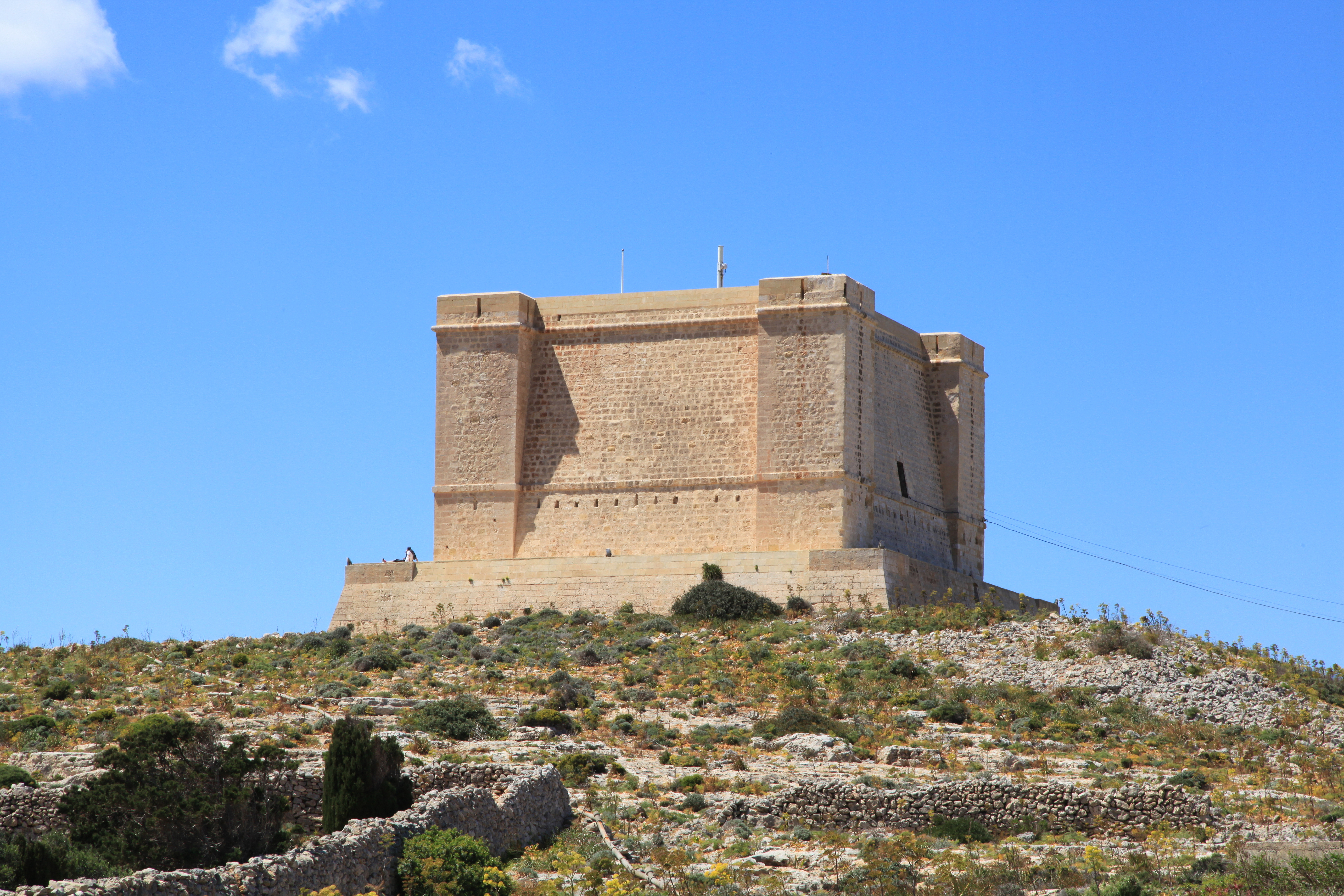
Tour Sainte-Marie

Le successeur de Martin Garzez, le grand maître Alof de Wignacourt (1601-1622), reprend l'idée de Giovanni Rinaldi mais fait construire, entre 1610 et 1620 (la tour Sainte-Agathe sera construite sur le modèle en 1649), des tours beaucoup plus importantes qui pour certaines ressemblent plus à des forts. Ces fortins seront construits au nombre de sept et cinq existent toujours au XXIe siècle.
Les tours de Wignacourt de plusieurs niveaux sont pour leur partie centrale de forme parallélépipédique et comportent à chaque angle une tour faisant saillie sur la façade permettant ainsi la couverture de chaque face de la tour principale. L'entrée de la tour, protégée par un pont-levis, se faisait en hauteur.
- Tour Wignancourt
Construite en 1610 sur la baie-Saint-Paul, confiée à Din l-Art Helwa en 1970, restaurée entre 1973 à 1976, transformée en musée en 1998.

- Tour Saint-Lucien
Construite en 1610 sur la baie de Marsaxlokk, transformée par l'armée britannique en véritable fort, converti par l'Université de Malte en centre de biologie marine, abrite aujourd'hui le Centre des sciences de la pêche de Malte.

- Tour Saint-Thomas
Construite en 1614 sur la péninsule entre la baie de Marsaskala et la baie Saint-Thomas, renforcée d'une batterie semi-circulaire en 1716, transformée en prison durant la période britannique, actuellement sans destination.

- Tour de Xagħra (disparue)
Construite en 1616 sur la falaise de Xagħra, effondrée en bas de la falaise en 1716.

- Tour Sainte-Marie
Construite en 1618 sur l'île de Comino, transformée en prison aux XVIIe et XVIIIe siècles, utilisée par l'armée britannique jusqu'en 1829 et les forces armées de Malte entre 1964 et 1982, restaurée entre 2002 et 2004, ouverte à la visite.

- Tour Sainte-Marie de Grâce (disparue)
Construite en 1620 à l'est de Grand Harbour à Ix-Xgħajra, démolie en 1888 pour dégager l'angle de tir d'une nouvelle batterie.

- Tour Sainte-Agathe
Construite en 1649 sur les collines de Marfa, utilisée par les troupes britanniques, transformée en station radar par les forces armées de Malte, restaurée par Din l-Art Helwa de 1999 à 2001, ouverte à la visite.

## Tours de Lascaris

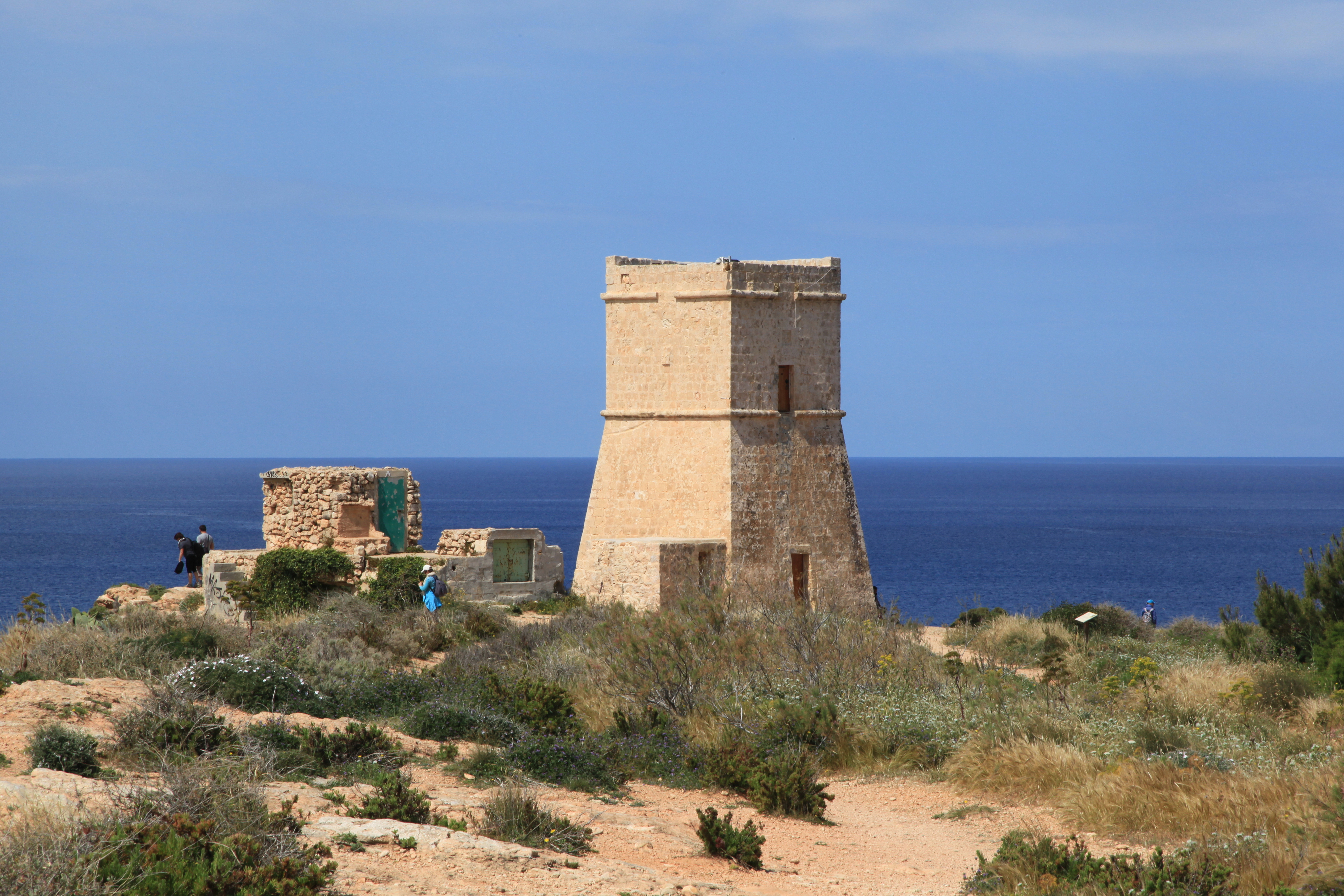
Tour de Għajn Tuffieħa

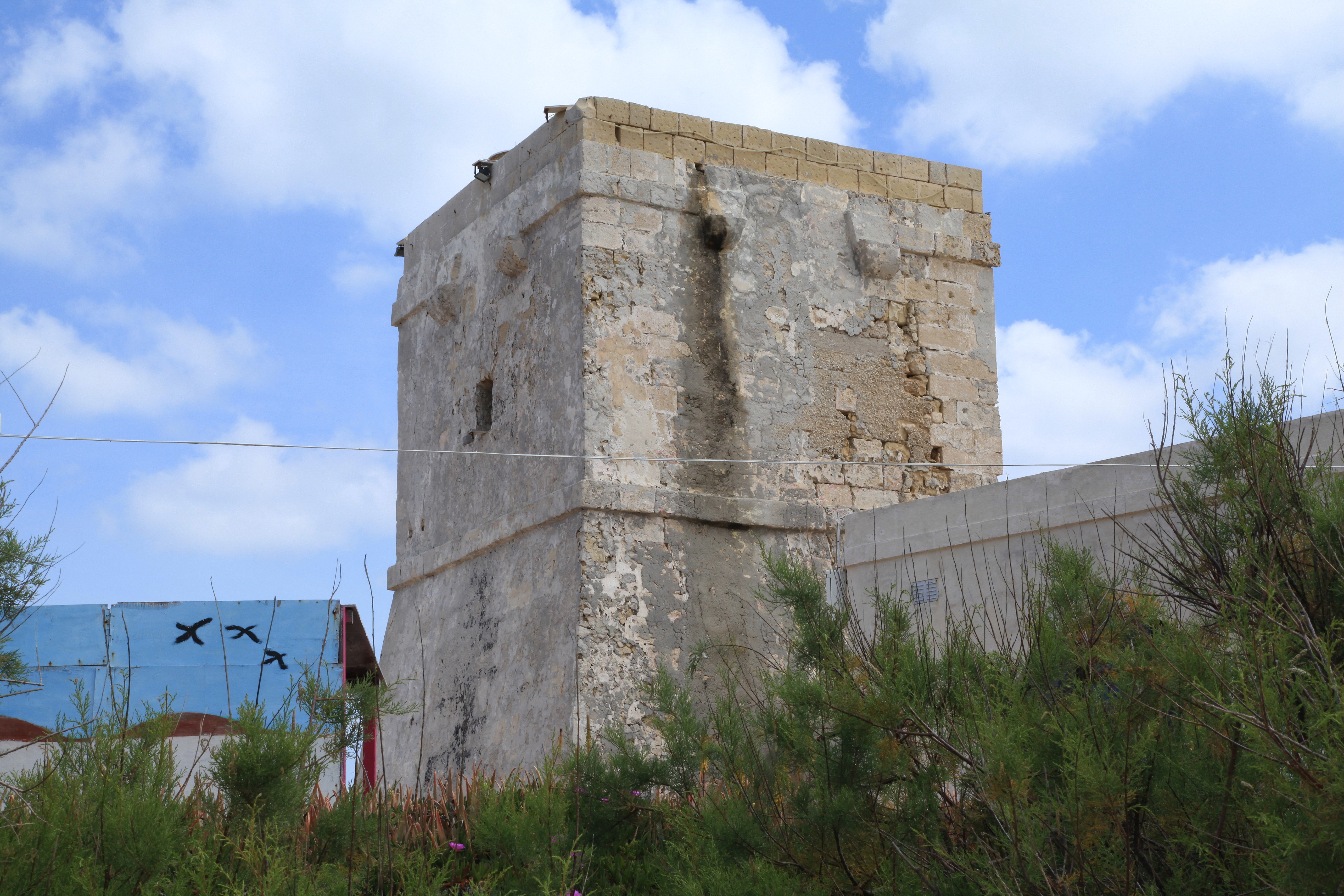
Tour de Qawra

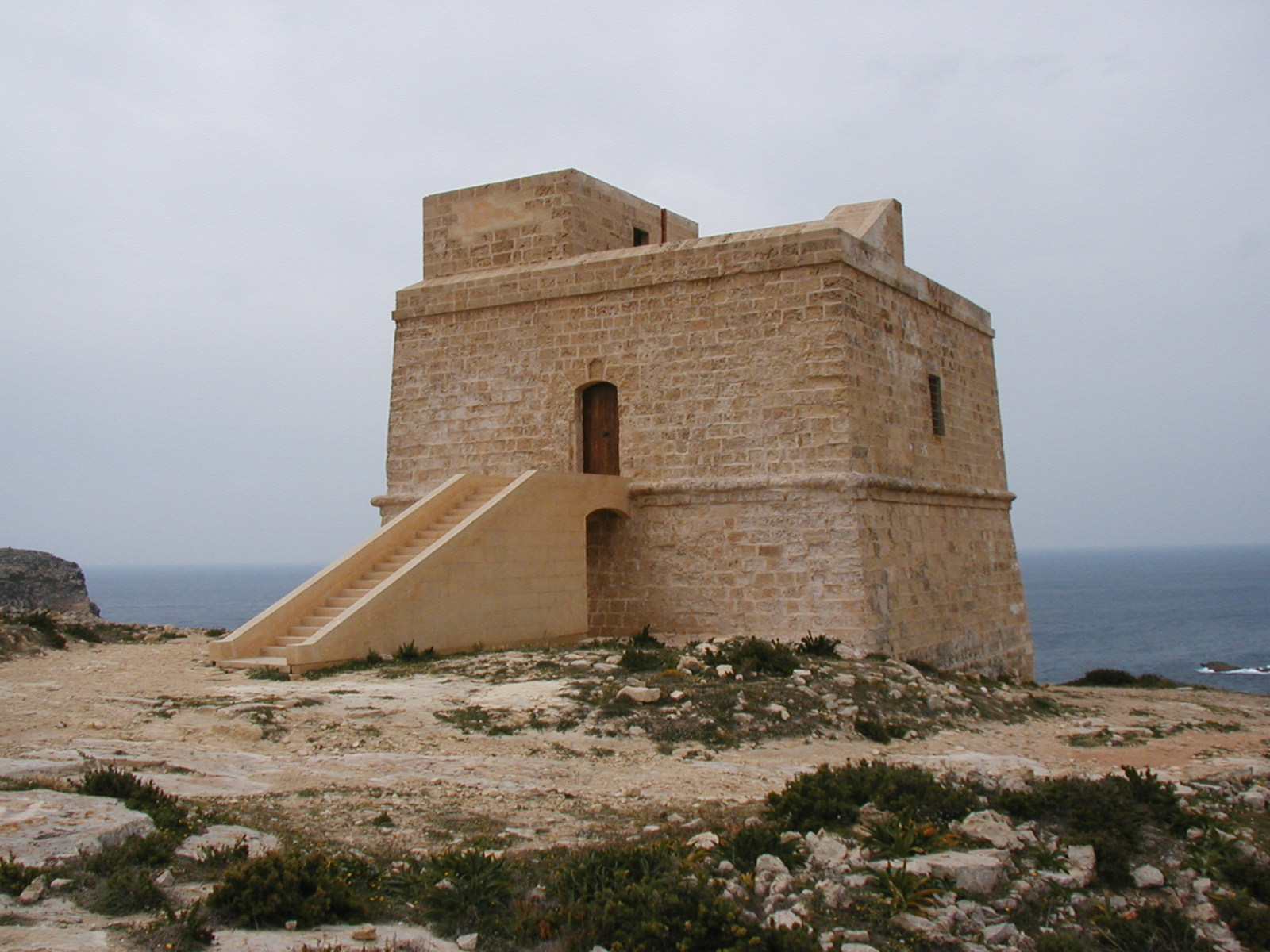
Tour de Dwejra

Quatorze ans après Alof de Wignacourt, le grand maître Jean-Paul de Lascaris-Castellar (1636-1657) décide de compléter les installations de défense côtière des îles maltaises. Il confie leur construction à l'ingénieur militaire Vincenzo Maculani, futur évêque puis cardinal, envoyé à Malte par le pape Innocent X, auprès des chevaliers de Malte qui reprend plutôt les plans de Giovanni Rinaldini. Seront construites, entre 1637 et 1652, huit tours moins importantes que les tours de Wignacourt, toutes existent encore au XXIe siècle.
Les tours de Lascaris sont plus des tours de guet que de défense côtière, à trois niveaux (11 à 12 m de haut) sur plan carré (environ 6 m × 6 m), un premier niveau pyramidale servant de réserve (poudre, munitions, vivres), un second niveau est la pièce à vivre, un troisième niveau, la plate-forme supérieure, servant au guet et à l'alerte (feu de signalisation). L'entrée de la tour se faisait par le second niveau par une échelle de bois ou de corde. Ultérieurement certaines tours ont été réaménagées avec un pont-levis ou même une entrée par le premier niveau en rez-de-chaussée.
- Tour Lippija
Construite en 1637 sur la baie de Gnejna.

- Tour de Għajn Tuffieħa
Construite en 1637 sur la baie de Għajn Tuffieħa, restaurée en 2000 par Din l-Art Helwa.

- Tour de Blat Mogħża (disparue)
Construite à Fomm ir-Riħ, effondrée en 1730.

- Tour de Nadur
Construite en 1637 à Bingemma Gap sur les hauteurs de In-Nadur principalement comme relais de signaux.

- Tour de Qawra
Construite en 1637 à la pointe de Qawra sur la baie de Saint-Paul. Renforcée en 1715 par une batterie.

- Tour de Sciuta
Construite en 1640 sur le wied de Żurrieq. Utilisée jusqu'à la fin du XIXe siècle avant d'être transformée en poste de police jusqu'en 2002. Elle est confiée en mars 2013 à Din l-Art Helwa.

- Tour de Xlendi
Construite en 1650 sur la baie de Xlendi, elle est déjà en mauvais état en 1681. Confiée en 1815 au Royal Malta Fencible Regiment qui devient en 1861 le Royal Malta Fencible Artillery qui abandonne la tour en 1873. Occupée pendant la Seconde Guerre mondiale par la Coast Police avant d'être louée à des particuliers en 1954 qui finissent par l'abandonner.

- Tour de Dwejra
Construite en 1652 sur la baie de Dwejra. Au XVIIIe siècle la tour sert à la protection de Fungus Rock. Confiée en 1839 au Royal Malta Fencible Regiment. Occupée pendant la Seconde Guerre mondiale par la Coast Police avant d'être louée à des particuliers en 1956 pour 50 ans. Donnée en gestion à Din l-Art Helwa qui la restaure entre 1997 et 1999.

- Tour Saint-Georges
Construite en 1652 sur la baie de Saint-Georges. Les Britanniques en font un poste de contrôle incendie et d'avertissement lors des exercices de tir à Pembroke. Elle est incorporée dans les jardins d'un hôtel en 1997.

## Tours de de Redin

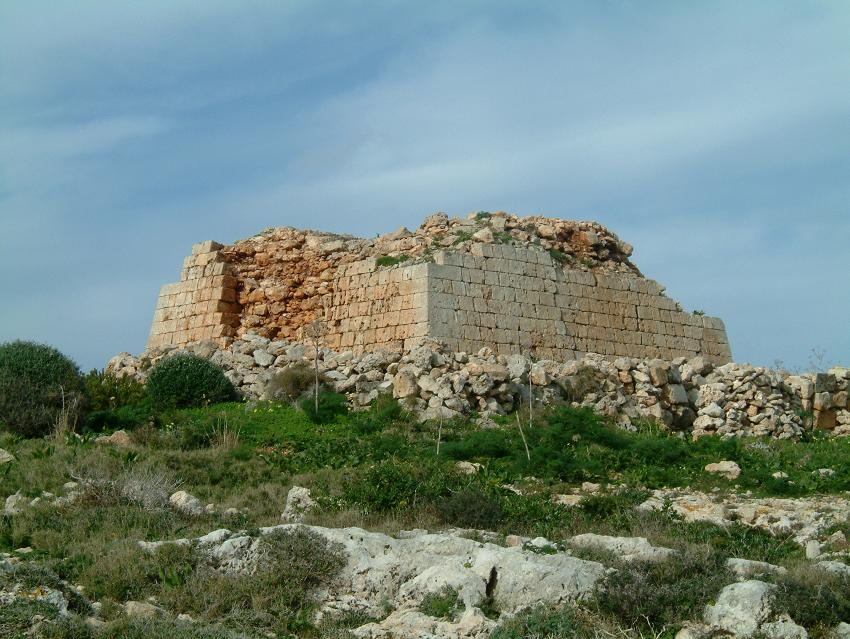
Ruines de la Tour de Għajn Ħadid

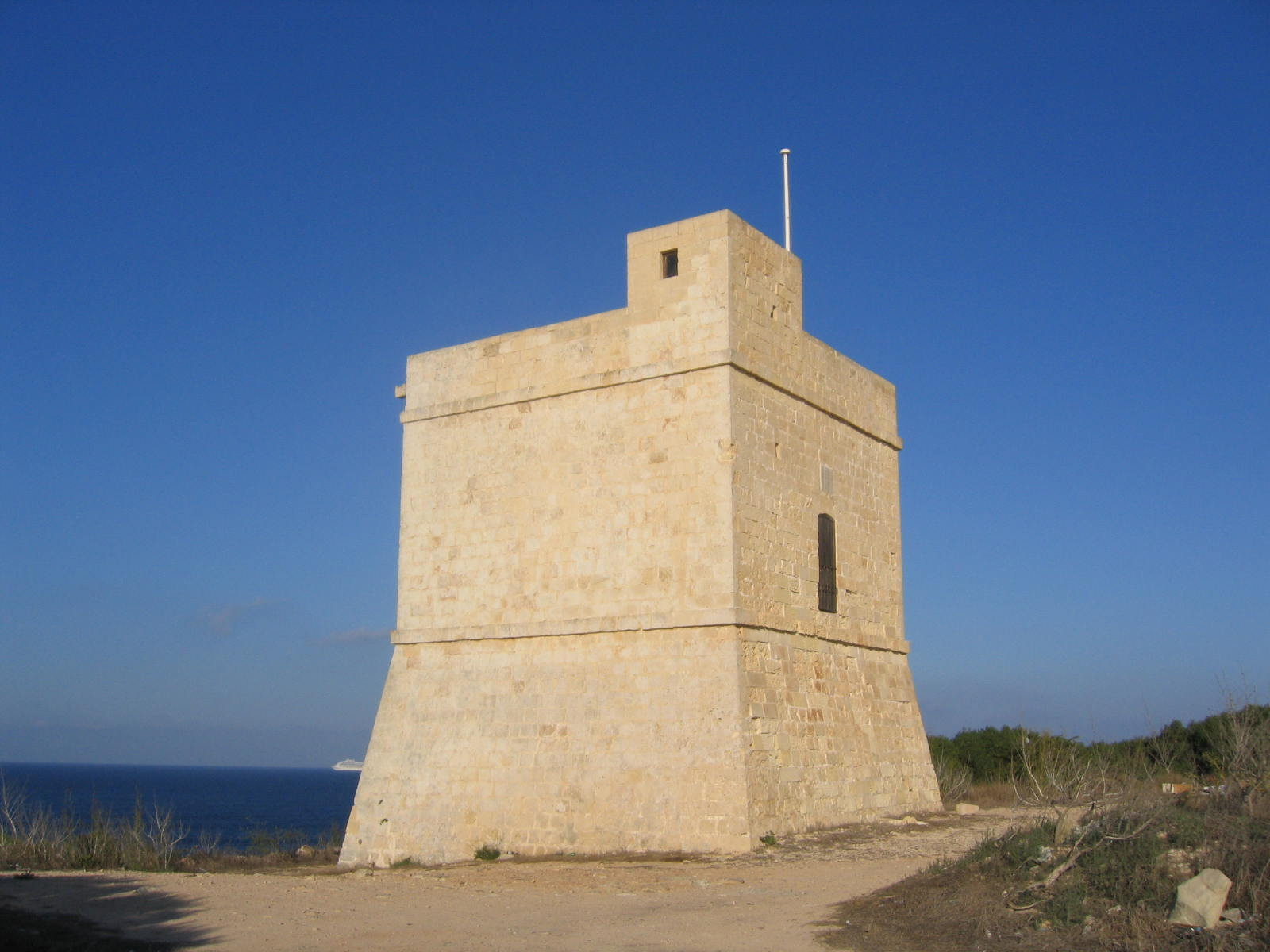
Tour Għallis

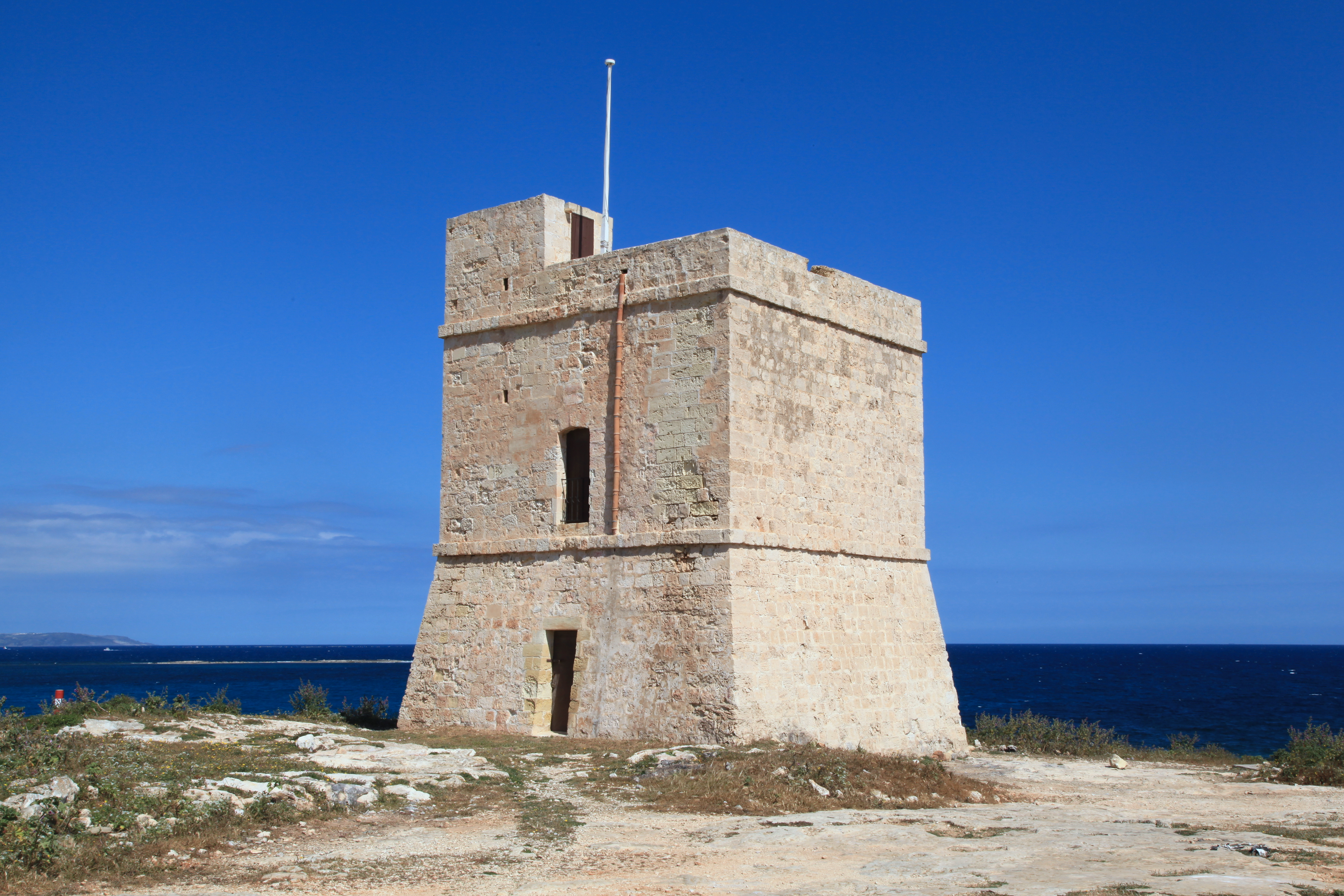
Tour Saint-Marc

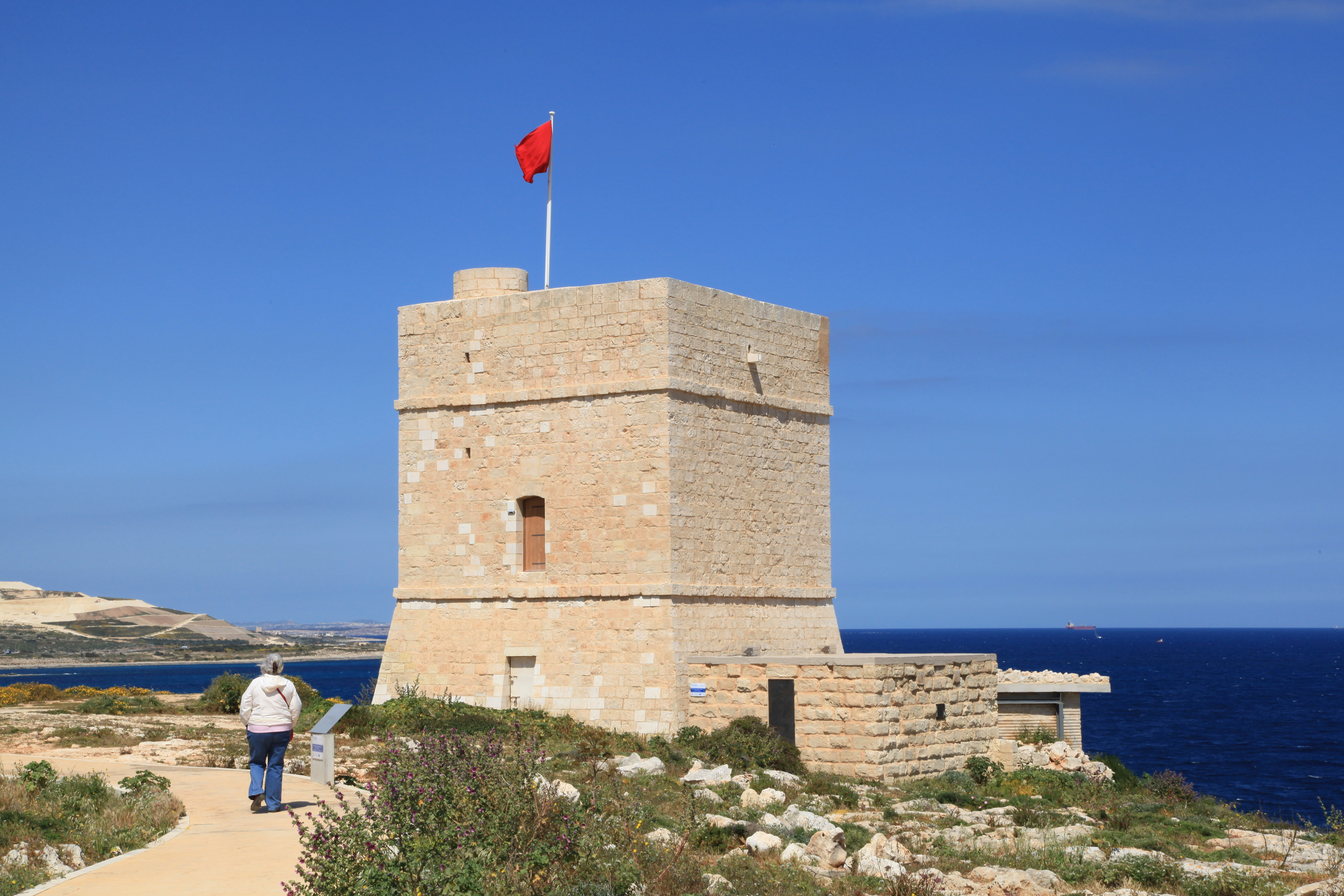
Tour de Madliena

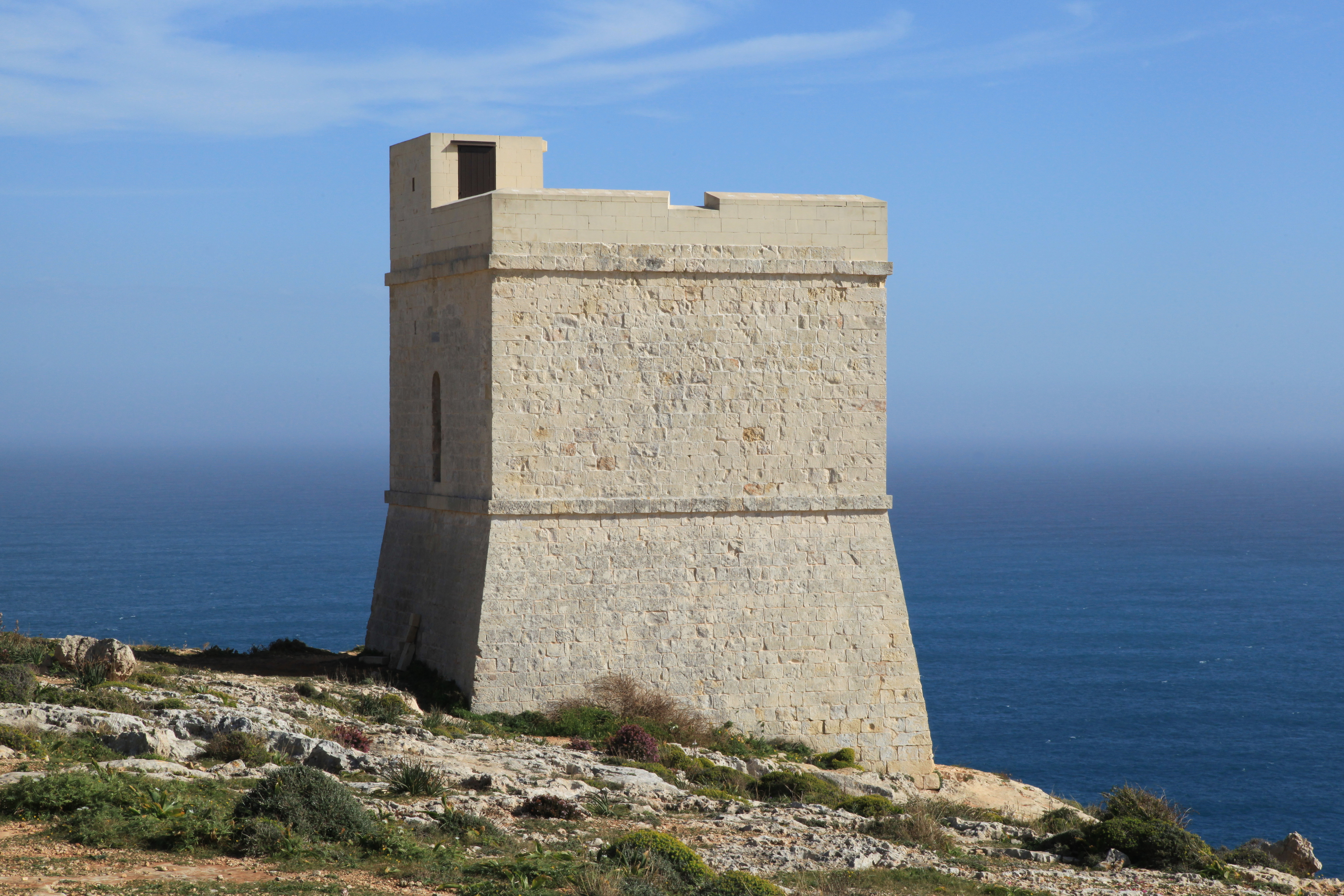
Tour de Ħamrija

Le successeur de Jean-Paul de Lascaris-Castellar, le grand maître Martin de Redin (1657-1660) complète les installations de défense côtière des îles maltaises pour avoir une chaîne continue de tours, en vue les unes des autres, pour permettre la transmission d'une alerte entre l'île de Gozo ou la cote sud-ouest de l'île de Malte et La Valette. Seront construites rapidement, entre 1658 et 1659, 14 tours sur le modèle des tours de Lascaris, seules neuf tours subsistent toujours au XXIe siècle.
Les tours de de Redin sont comme les tours de Lascaris à trois niveaux. La différence principale se trouve dans la structure du second niveau, la plate-forme supérieure étant construite sur voute et non plus sur poutres, permettant ainsi de recevoir des pièces d'artillerie plus lourdes.
- Tour de Għajn Ħadid (ruines)
Construite en 1658 sur les falaises de Għajn Ħadid au-dessus de la baie de Selmun. Gravement endommagée par un tremblement de terre du 12 octobre 1856, la partie supérieure de la tour est effondrée.

- Tour Għallis
Construite en 1658 sur la pointe Għallis à l'est de la baie de Salina face à la tour de Qawra. Confiée à Din l-Art Helwa, elle est restaurée en 1995 et 1996.

- Tour Saint-Marc
Construite en 1658 sur la pointe de Qrejten entre la baie de Saint-Marc et la baie de Baħar iċ-Ċagħaq, non restaurée, elle demeure dans un état acceptable.

- Tour de Madliena
Construite en 1658 sur la cote nord de Malte sur la pointe l-Irqiqa entre Il-Madliena et Pembroke. Pendant la période britannique, elle fait le pendant à la tour Saint-Georges pour contrôler le champ de tir de Pembroke. Près de la tour, en cours de restauration, se trouve une fougasse du XVIIe siècle.

- Tour Saint-Julien
Construite en 1658 à Tas-Sliema sur la pointe Saint-Julien

- Tour blanche
Construite en 1658 à l'extrémité est de la  péninsule de Marfa. Elle est renforcée en 1715 et 1716 par une batterie à la suite d'un don du commandeur Mongontier. Les Britanniques l'utilisent comme station navale avant d'en faire une résidence pour le gouverneur. Devenue ensuite une propriété privée elle est maintenant propriété du Kunsill Lokali de Il-Mellieħa.

- Tour de Bengħisa (disparue)
Construite en 1659. Démoli au XXe siècle.

- Tour Xrobb l-Għaġin (ruines)
Construite en 1659.

- Tour de Xgħajra
Construite en 1659.

- Tour de Delimara (disparue)
Construite en 1659. Démoli.

- Tour de Żonqor (disparue)
Construite en 1659. Démoli en 1915.

- Tour de Ħamrija
Construite en 1659.

- Tour de Wardija
Construite en 1659.

- Tour Mġarr ix-Xini
Construite en 1661.

## Tour de Cottoner

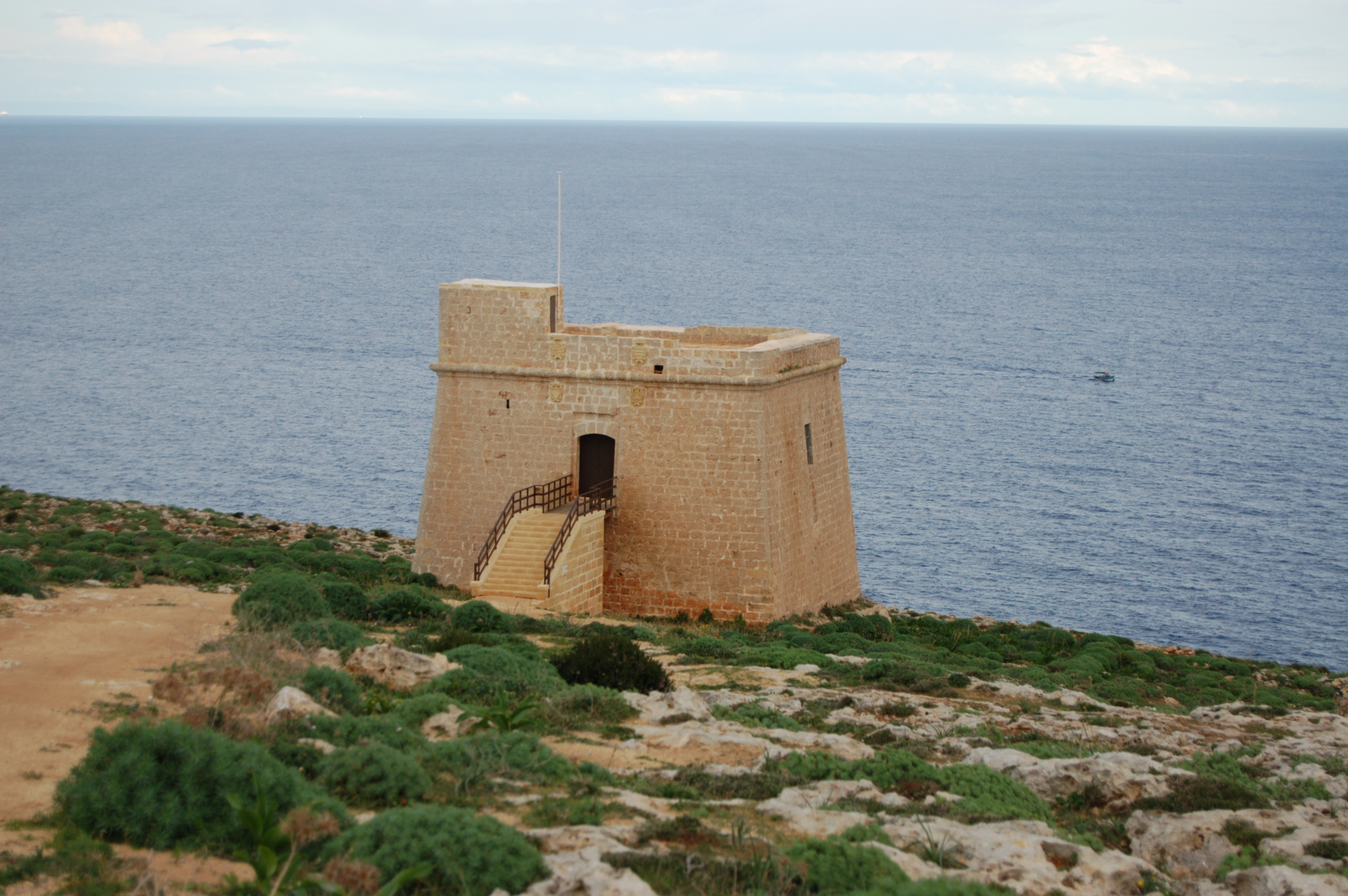
Tour Saint-Blaise

Le grand maître Nicolas Cottoner y de Oleza (1663-1680), à l'origine des fortifications des Trois Cités, la ligne de fortifications de Cottoner, fait construire la dernière tour de défense côtière sur l'île de Gozo.
- Tour Saint-Blaise
En 1667, Cottoner finalise la ligne des tours côtières par la construction de la tour Saint-Blaise pour faire la liaison à Gozo entre la tour de Xagħra à Marsalforn et la tour Saint-Martin à Mġarr. Elle est située sur le promontoire de Mistra (en maltais Il-Ġebel tal-Mistra ou Mistra Rocks en anglais) à 118 mètres d'altitude entre le wied Saint-Blaise et le wied de Daħlet Qorrot. La tour, connue aussi sous le nom de it-Torri ta' Isopu, Torre Nuova ou tour de In-Nadur, est construite aux frais de l'Università et armée par l'ordre de Saint-Jean de Jérusalem.

Construite sur un plan carré, de forme pyramidale tronquée, les murs extérieures présentant un fort fruit, et comme certaines tours de de Redin, les étages ne sont pas marqués extérieurement dans la modénature. La tour comporte trois niveaux, un niveau inférieur voûté servant d'entrepôt (poudre, munitions, vivres), un niveau intermédiaire voûté servant de salle de garde et un niveau supérieur en terrasse recevant l'armement et permettant le guet et la signalisation entre tours. La communication entre les niveaux est assurée par un escalier en colimaçon dans l’œuvre. La tour comportait dans le mur sud un puits accessible depuis la salle des gardes. L'entrée de la tour se fait au deuxième niveau par l'intermédiaire d'un escalier droit donnant sur un pont-levis. L'entrée est surmontée de quatre écussons, les armoiries de La Religion, de l'Università, et les armes du grand maître Rafael Cottoner y de Oleza et du frère-chevalier Ludovico Xedler y Gomes.

Cette tour, armée de quatre canon de fer de 6 livres, est connue pour être la seule fortification maltaise ayant tiré sur la flotte française lors du débarquement à Malte en 1798 prélude à la occupation française des îles.

Peu utilisée, la tour s'est fortement dégradée lors des deux derniers siècles jusqu'à la décision de sa restauration confiée à Din l-Art Ħelwa. Cette restauration d'une durée de trois ans, entre 2003 et 2006, est faite par Leli Saliba et son fils sous la responsabilité de l'architecte Edward Scerri avec un financement à 50 % du Kunsill Lokali de In-Nadur et à 50 % de Din l-Art Ħelwa avec des fonds fournis par Marjorie Woolf[1]. La tour, propriété de l’État maltais, classée à l'Inventaire national du patrimoine culturel des îles maltaises (National Inventory of the Cultural Property of the Maltese Islands )[2], est gérée par délégation par Din l-Art Ħelwa qui l'ouvre à la visite. Le Kunsill Lokali de In-Nadur et les services de l’État ont inclus la tour dans un espace éco-touristique, une special conservation area (SAC), avec pour objectif de tenter le premier reboisement de l'archipel. La zone est incluse dans les sites Natura 2000.

## Tour de Perellos
C'est le grand maître Raimondo Perellos y Roccafull (1697-1720) qui commandera la reconstruction de la tour de Xagħra quand celle-ci, construite trop au bord de la falaise de Xagħra à l'est de Marsalforn, s'effondre en 1716, un siècle exactement après sa construction. Ce n'est pas à proprement parler une tour mais plus sûrement une batterie mais comme elle est érigée en remplacement d'une tour de Wignacourt, cette construction est classée dans la liste des tours côtières de Malte.
- Tour de Marsalforn
Raimondo Perellos demande à l'ingénieur militaire de l'ordre de Saint-Jean de Jérusalem Charles François de Mondion les plans d'une tour en remplacement de la tour de Xagħra effondrée. Le site de la tour de Xagħra est jugé trop proche de la tour Saint-Blaise et le choix du lieu de construction se porte plus à l'ouest de la falaise de Xagħra, de l'autre côté de la baie de Marsalforn sur il-Qolla l-Bajda, un promontoire entre les baies de Xwieni et de Qbajjar. En 1720, Mondion, plutôt que de construire une tour comme celles du XVIIe siècle, préfère une plateforme permettant de servir plus facilement les canons. Cette plateforme semi-circulaire tournée vers la mer protège les canons derrière un crénelage. Côté terre la plateforme est fermée par une construction fortifiée à deux niveaux. L'entrée se faisant au deuxième niveau par escalier et un pont-levis.

Laissée longtemps à l'abandon par les troupes britanniques, il est quelquefois affirmé que la tour-batterie a été démolie, mais en fait le site a été récupéré illégalement et réutilisé en 1915 comme fondation d'un restaurant et dans les années 1980 d'une discothèque. Au XXIe siècle le site est confié à Din l-Art Ħelwa pour une restauration compliquée pour restituer, trois siècles plus tard, le site dans une configuration proche de la réalisation de Mondion.